# Soldner-Koordinatensystem

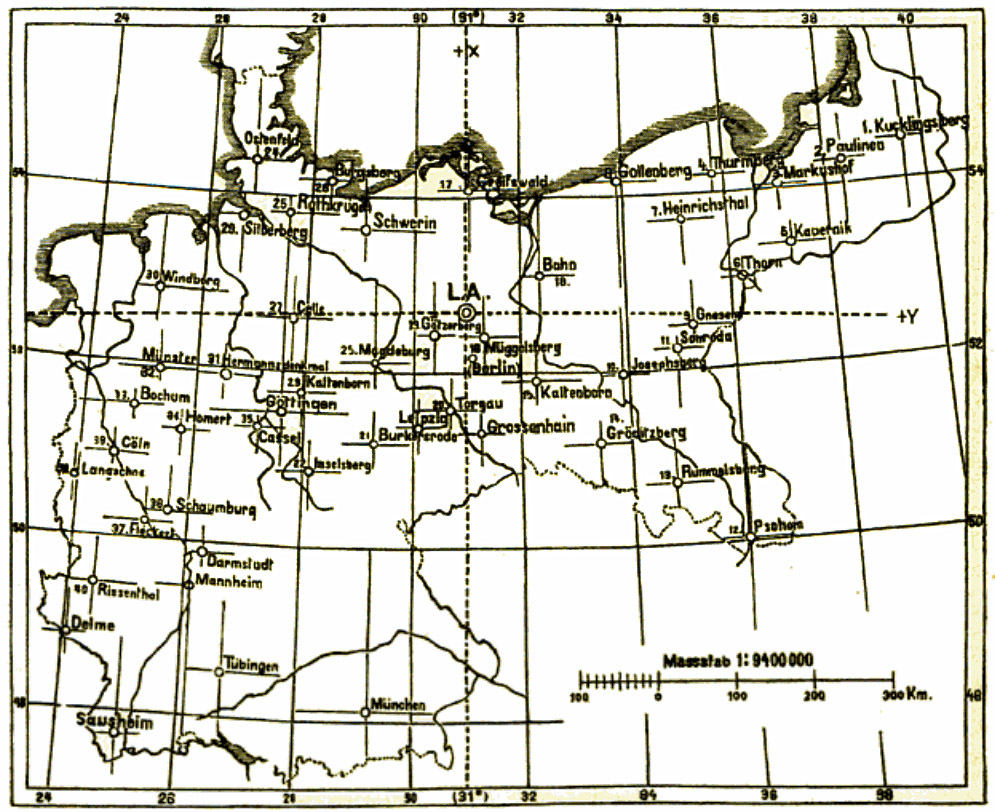
Soldner-Koordinatensysteme in den deutschen Ländern um 1900

Das Soldner-Koordinatensystem ist ein kartesisches Koordinatensystem, das auf den Astronomen, Geodäten, Mathematiker und Physiker Johann Georg von Soldner zurückgeht.
Der Kartennetzentwurf dieses Koordinatensystems ist eine mittabstandstreue zylindrische Abbildung in transversaler Lage. Dabei wird der Meridian (Mittelmeridian), der in der Mitte des Messgebietes liegen sollte, längentreu abgebildet. In der Karte stellt er die senkrechte X-Achse (Abszisse) dar, die in Richtung Norden positiv ist. Die positiven Rechtswerte werden rechtwinklig dazu (d. h. waagerecht) in Richtung Osten gemessen und ebenfalls längentreu dargestellt. Da die Hochwerte bei der Abbildung des Erdellipsoids auf den Zylinder verzerrt werden, je weiter man sich vom Mittelmeridian entfernt, werden die dargestellten Gebiete auf 64 km beiderseits des Hauptmeridians eingeschränkt.
Damit keine negativen Koordinaten entstehen, wurden diese um 100 km vergrößert (dekadische Ergänzungen, mit x gekennzeichnet), oder der Koordinatenursprung wird durch Verwendung von Koordinatenzuschlägen fiktiv in einen Punkt südwestlich des Abbildungsgebietes verlegt.
Die Beschränkung in der Breite führte zu einer Vielzahl von lokalen Koordinatensystemen, für die auch noch unterschiedliche Bezugsflächen bestimmt waren (z. B. Bayern: Kugel, Preußen: Bessel-Ellipsoid). Soldner-Koordinaten wurden in großen Teilen Deutschlands noch bis weit in das 20. Jahrhundert hinein benutzt. Ab den 1920er Jahren, mancherorts jedoch erst nach dem Zweiten Weltkrieg, wurde das Soldner-Koordinatensystem weitgehend durch das Gauß-Krüger-Koordinatensystem und später durch das Bezugssystem ETRS 89 ersetzt.
Im Land Berlin wurde aufgrund seiner Lage im Übergang der Gauß-Krüger-Zonen 4 und 5 (Mittelmeridiane 12° und 15° östlicher Länge) für das Liegenschaftskataster noch bis zum 20. Juli 2015 das 1879 festgelegte 18. Soldner-Koordinatensystem der preußischen Katastervermessung genutzt, das seinen Ursprung im trigonometrischen Punkt I. Ordnung Müggelberg hat.
Weitere Beispiele für die Wahl des Ursprungs Soldnerscher Koordinatensysteme sind:
- der Nordturm der Frauenkirche in München
- das Observatorium im Nordostturm von Schloss Hohentübingen für die Württembergische Landesvermessung
- der Dachreiter des Kölner Doms
- der Bergfried von Schloss Schaumburg
- der Hauptturm des Schweriner Schlosses
- die Mannheimer Sternwarte
- die Spitze des Kirchturms der Stadtkirche St. Marien in Celle.[2]